# Геди
Гѐди (на италиански: Ghedi, на източноломбардски: Ghét, Гет) е град и община в Северна Италия, провинция Бреша, регион Ломбардия. Разположено е на 85 m надморска височина. Населението на общината е 18 765 души (към 2013 г.).